# Camponotus desantii
Camponotus desantii är en myrart som beskrevs av Santschi 1915. Camponotus desantii ingår i släktet hästmyror, och familjen myror. Inga underarter finns listade.